# Я тебя съем
«Я тебя съем» (фр. Je te mangerais) — французская психологическая драма 2009 года режиссёра Софи Лалуа.

## Сюжет
Мари приезжает в Лион, учиться в консерватории. Родители устроили её в квартире дальней родственницы, Эммы. Эмма живёт одна, её отец умер, а мать бросила её и уехала в Нью-Йорк. Совместная жизнь с позабытой подругой детства оказывается для Мари непростой. Эмма ограждает её от знакомств. Приемлемые поначалу просьбы становятся всё утомительнее для Мари, которой не хватает общения и друзей. В один из вечеров Эмма перестаёт себя сдерживать и ищет интимного общения с Мари. Происходящее совсем выбивает Мари из колеи, её учёба не ладится. Эмма желает, чтобы Мари принадлежала только ей, в своём больном желании она готова на всё. Мари понимает, что Эмма словно ребёнок, лишённый любви, но не в силах вынести удушающей близости, которая разрушает её жизнь.

## В ролях
| В ролях         |  | Персонаж |
| --------------- |  | -------- |
| Жюдит Дави      |  | Мари     |
| Изильд Ле Беско |  | Эмма     |